# RT-23 (ミサイル)
RT-23（ロシア語: РТ-23）Molodetsは旧ソビエト連邦が開発した大陸間弾道ミサイルである。DoD識別番号はSS-24、NATOコードネームはScalpel（外科用メスの意）。

## 概要

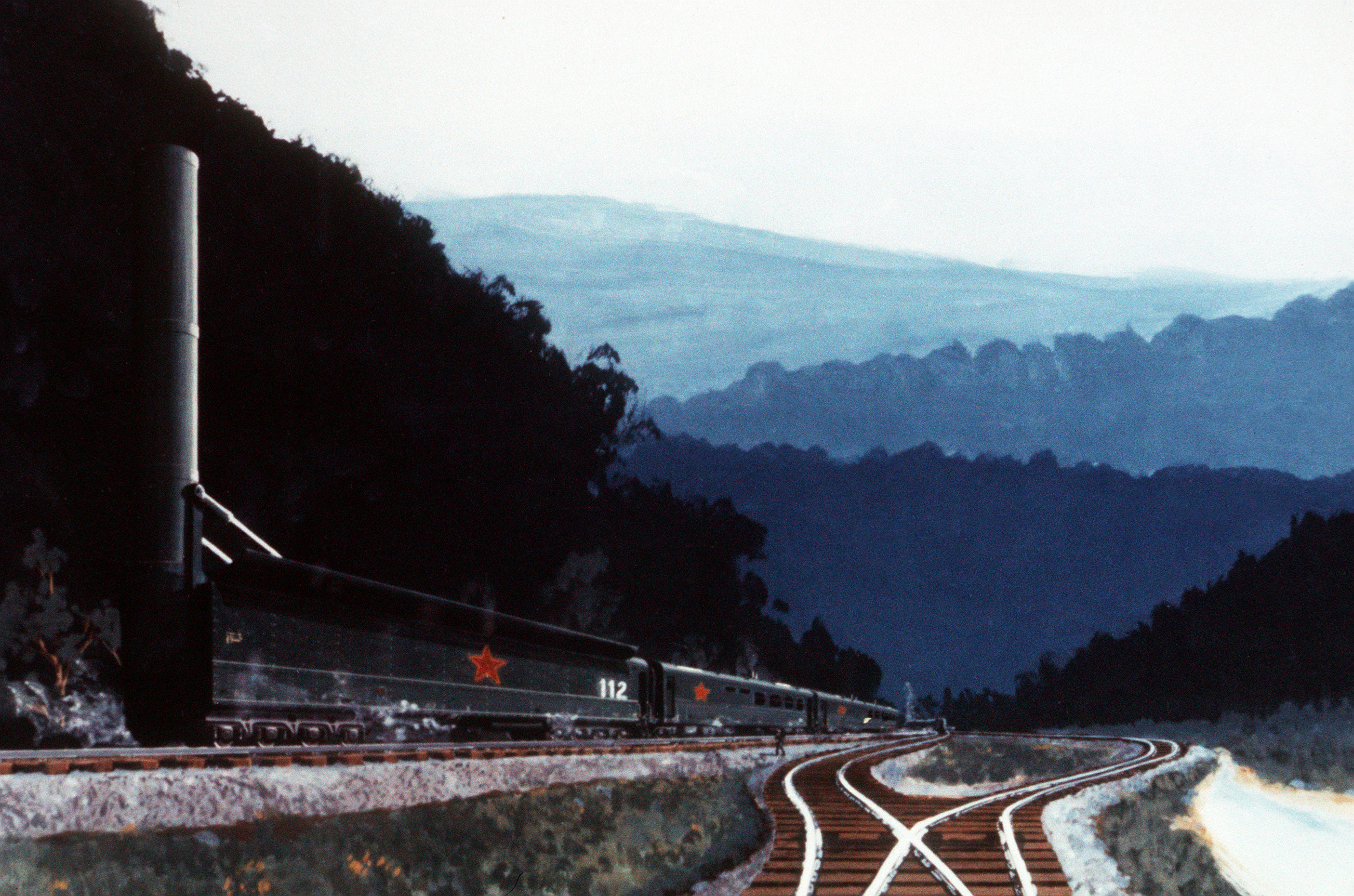
作戦行動中のRT-23の想像図

RT-23にはミサイルサイロから発射されるものと、専用の列車に搭載して鉄道を移動できるものがあり、サイロ発射式のものは、UR-100N（SS-19 Stilleto）との置き換えを目的としていた。
鉄道移動型はディーゼル機関車によって牽引される運搬/発射装置及び発射管制室、運用要員の居住室、超長距離無線設備、電源設備までを揃えた列車編成で「地上の弾道ロケット（ミサイル）潜水艦」と呼ばれ、鉄道を用いて移動することによって位置を秘匿し、敵国の先制核攻撃から逃れて報復反撃能力を維持することを目的としていた。
ミサイル本体は3段式で、全段に固体燃料ロケットを採用し、コールドローンチ方式で発射される。弾頭部はMIRVで、3段目上部に550ktの核弾頭を10個搭載。射程は約10,000kmに達する。
冷戦たけなわの1980年代のアメリカ国防総省による想像図などでは濃緑色に赤い星を塗装した長大編成の列車が、シベリア鉄道での作戦を意識したと思われる冬季の針葉樹林でランチャーを直立させたおどろおどろしい姿が描かれていたことで知られている。
1987年より配備が開始されて運用されたが、モスクワ条約に則り2005年までに全廃を完了している。

## 運用国
ソビエト連邦
 ロシア
モスクワ条約に則り全廃済。
 ウクライナ
ソ連崩壊に伴い一部を継承するが、1991年のウクライナ国防法の非核化方針に従って全廃済。

## 発射基地跡の公開
2000年までウクライナのキロボフラード州で運用されていた発射サイトを含むの基地跡は、その後、戦略ミサイル部隊博物館として公開されている。